# 이마이촌 (니가타현)
이마이촌(今井村)은 니가타현 니시쿠비키군에 있던 촌이다. 

## 역사
- 1889년 4월 1일 - 정촌제 시행에 의해 니시쿠비키군 이마이촌이 성립하였다.
- 1954년 10월 1일 - 이마이촌의 구역을 분립해 2개의 구역은 오미정에 잔부는 이토이가와시에 편입되었다.

## 참고문헌
- 『市町村名変遷辞典』東京堂出版、1990年。